# Geologie van Nederland
| Geologie van Nederland en Vlaanderen                                                  |
| ------------------------------------------------------------------------------------- |
| Jaknikker                                                                             |
| Grondsoorten                                                                          |
| veen · keileem · löss · mergel · rivierklei · pikklei                                 |
| Geomorfologie                                                                         |
| donk · geestgrond · jonge duinen · komgrond · sandr · strandwal · stroomrug · stuwwal |
| Diepere ondergrond                                                                    |
| Peelrandbreuk · Roerdalslenk · Zuidwalvulkaan                                         |
| Portaal Geologie                                                                      |

De geologie van Nederland en Vlaanderen ten noorden van de Ardennen, net als die van een groot deel van het Deense en Duitse Waddengebied, bestaat aan de oppervlakte uit ongeconsolideerde zeer jonge (Kwartaire) sedimenten. De nabijheid van het laaggelegen deel van het Europese continent boven het Noordzeebekken zorgt ervoor dat Nederland zelden veel hoger dan 30 m boven de zeespiegel uitsteekt. De Noordzee en de rivieren die erin uitmonden (de Rijn met zijtakken, de Maas, de Schelde, de Eems en kleinere rivieren) hebben gezorgd voor de aanvoer van een grote hoeveelheid sediment.
Als gevolg hiervan komen vaste gesteenten zelden aan het oppervlak. Op meer dan 80% van Nederland dagzomen zelfs sedimenten van minder dan een miljoen jaar oud, aangezien de leeftijd van de Aarde op 4,5 miljard jaar wordt geschat een redelijk bijzondere situatie.
De geologie van Nederland valt door deze overal aanwezige afdekkende laag Kwartair sediment duidelijk in twee onderwerpen te splitsen:
- De Kwartaire sedimenten aan het oppervlak, die het landschap en de geomorfologie van Nederland en Vlaanderen bepalen, het bestuderen hiervan valt onder de fysische geografie en kwartairgeologie;
- De vaste gesteenten in de diepere ondergrond, die vooral om economische redenen belangrijk zijn, deze worden door geologen en mijnbouwkundigen bestudeerd.

Een gevolg van de situatie is dat deze splitsing van onderzoek nergens ter wereld zo duidelijk is als in Nederland.

## Grondsoorten in de bodem (Kwartair)

Kwartaire grondsoorten in Nederland naar Vos en de Vries

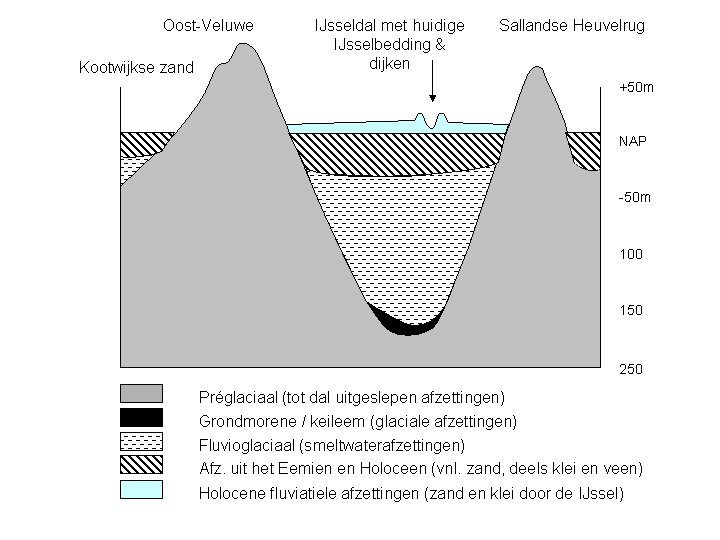
Doorsnede van het IJsseldal, met overdreven verticale verhoudingen. Grijs is preglaciaal materiaal dat tot stuwwallen is opgestuwd: de Veluwe en de Sallandse Heuvelrug. De depressie tussen de twee is eerst opgevuld met fluvioglaciale afzettingen uit het Saalien, daarna met zand, veen en rivierklei uit het Holoceen.

Kwartaire sedimenten worden meestal "grondsoorten" of "bodemsoorten" genoemd in Nederland. Welk sediment in de bodem aanwezig is bepaalt in belangrijke mate de verkaveling en het grondgebruik en daarmee het landschap.

### Stuwwallen (preglaciaal en Saale-glaciaal)
Soms komen sedimenten aan het oppervlak die ouder zijn dan het voorlaatste glaciaal (ijstijd) (het Saale-glaciaal, van 150.000 tot 380.000 jaar geleden). Dit is vooral het geval ten zuiden van de grote rivieren en op sommige plekken in het uiterste oosten van Nederland. In het westen en midden van Nederland komen deze sedimenten alleen aan het oppervlak als ze door de stuwende werking van de gletsjers zijn omhooggeduwd in de zogenaamde stuwwallen. Voorbeelden van grote stuwwallen zijn de Utrechtse Heuvelrug, de Veluwe en de Sallandse Heuvelrug. Het preglaciale sediment is meestal grind en zand en komt alleen aan de toppen van de stuwwallen aan het oppervlak.
Langs de randen van de stuwwallen is door de gletsjers soms keileem achtergelaten. Dit is een mengsel van verbrijzeld grind met zand en klei, dat zeer slecht waterdoorlatend is.

### Dekzand en löss (Weichsel-glaciaal)
In het Weichsel-glaciaal (ongeveer 110.000 - 11.000 jaar geleden) was een groter deel van het zeewater opgeslagen als ijs in de ijskappen die gebieden op hogere breedtegraden bedekten (zoals Scandinavië). In tegenstelling tot het Saale-glaciaal kwam de ijskap niet tot in Nederland. Wel lag een groot deel van de Noordzee (die op de meeste plekken niet dieper dan 30 m is) droog door het dalen van de zeespiegel. In het drooggevallen gebied heerste het klimaat van een poolwoestijn, waar de wind vrij spel had. In de streken ten zuiden van de huidige Noordzee werd door de wind (eolisch) zand afgezet, het zogenaamde dekzand. Hoe verder naar het zuiden, hoe kleiner de met de wind meegenomen korrels, zodat het dekzand gemiddeld naar het zuiden toe steeds fijner wordt. Ongeveer ten zuiden van de lijn Roermond-Antwerpen gaat het dekzand over in löss, een grondsoort die bestaat uit goed gesorteerde, fijne korrels.
Eolische sedimenten als dekzand en löss hebben de eigenschap het reliëf in het landschap uit te vlakken. Zo ligt het dekzand in Noord-Nederland in wiggen tegen de stuwwallen aan.

### Zeeklei, strandwallen en laagveen (Holoceen)

Paleogeografie West Nederland 100 na Chr. Groen: klei, Bruin: veen, Geel: zand

In de streken langs de kust (de provincies Groningen, Friesland, Noord-Holland, Zuid-Holland, Zeeland) vinden we vooral zeeklei. In het westen van Nederland wordt dit afgewisseld met laagveen. Beide grondsoorten zijn afgezet nadat de gletsjers zich terugtrokken en de zeespiegel begon te stijgen (transgressie). Dit gebeurde grofweg in twee cycli:
- In de eerste periode na de ijstijd, het Boreaal (11.000 tot 8.000 jaar geleden), werden moerassen gevormd door de ontdooiing van de permafrost in de bodem. Het oprukkende zeewater wierp een duinstrook op langs de nieuwe kustlijn, waarachter een moerassig gebied ontstond. In deze periode werd vooral veen afgezet, dat het basisveen genoemd wordt.
- Daarna volgde een periode van snelle zeespiegelstijging en een warmer klimaat. Deze periode wordt het Atlanticum genoemd (8.000 tot 6.000 jaar geleden). De zee overspoelde een groot deel van Nederland, moeras maakte plaats voor binnenzeeën en lagunes, waar klei werd afgezet. Deze klei wordt de oude blauwe zeeklei genoemd. Op veel plaatsen werd het basisveen weggeslagen door golfwerking, zodat dit zich niet meer overal in de ondergrond bevindt. Waar dit niet gebeurde, zoals in delen van Friesland, ontstonden klei-op-veenafzettingen.
- Op het Atlanticum volgde een minder warme periode, waarin de zee zich weer wat terugtrok. Dit heet het Subboreaal (ongeveer 6.000 tot 3.000 jaar geleden). De lagunes groeiden weer dicht tot moerassen, waar een nieuwe veenlaag werd afgezet. Deze afzettingen, het zogenaamde Hollandveen, komen in een aantal gebieden in Noord- en Zuid-Holland en Utrecht aan het oppervlak. Op veel plaatsen is het veen afgegraven om als brandstof te worden gebruikt, hierdoor zijn plassen ontstaan.
- Op het Subboreaal volgde het Subatlanticum, waarin de zeespiegel weer oprukte. Op sommige plekken brak het water door de duinenrij heen om een lagune of binnenzee te vormen, een voorbeeld is het Flevomeer dat ongeveer op de plek van het huidige Flevoland lag. In de kuststreken, achter de duinen werd weer klei afgezet, de zogeheten jonge zeeklei. Op de strandwallen vormden zich in dezelfde periode de hogere jonge duinen.

### Rivierklei
Rivierklei is gedurende het hele Kwartair afgezet op de plekken waar rivieren stroomden. In de loop der tijd hebben de Rijn, IJssel, Schelde en Maas hun benedenlopen in de Hollandse Kustvlakte meerdere malen verlegd. Daardoor is in de ondergrond ook op sommige plekken waar tegenwoordig geen rivier meer stroomt rivierklei te vinden. Tegelijkertijd is een ingewikkeld netwerk van oude (zandige) stroomruggen in de ondergrond van het rivierengebied bewaard gebleven. Voor het Saale-glaciaal stroomde de Rijn bijvoorbeeld vanaf waar nu Arnhem ligt naar het noorden in plaats van westwaarts. Door de vorming van de Veluwe (een stuwwal) heeft de rivierloop zich verplaatst.
In de ijstijden zijn de rivieren waarschijnlijk vlechtend geweest door de permafrost. In tussenijstijden (zoals het huidige Holoceen) komen meanderende rivieren voor. Het debiet (de flux van de watertoevoer) van de rivieren is in de ijstijden hoger geweest.
Iets zuidelijker liggen de rivieren in een wat "vastere" positie in een dal, zoals de Maas in Limburg. Hier komt rivierklei slechts in een strook langs de rivier voor.

### Hoogveen
In Nederland zijn op de hoger gelegen Pleistocene zandgronden op slecht doorlatende plekken, waar water stagneert, moerasgebieden ontstaan waarin veen is gevormd. Hoogveen komt ook voor op de slecht doorlatende gesteenten, zoals op de Hoge Venen in de Ardennen.

## Oudere gesteenten (pre-Kwartair)

Geologische kaart van de Benelux

De belangrijkste geologische breuken ten noorden van het Massief van Brabant

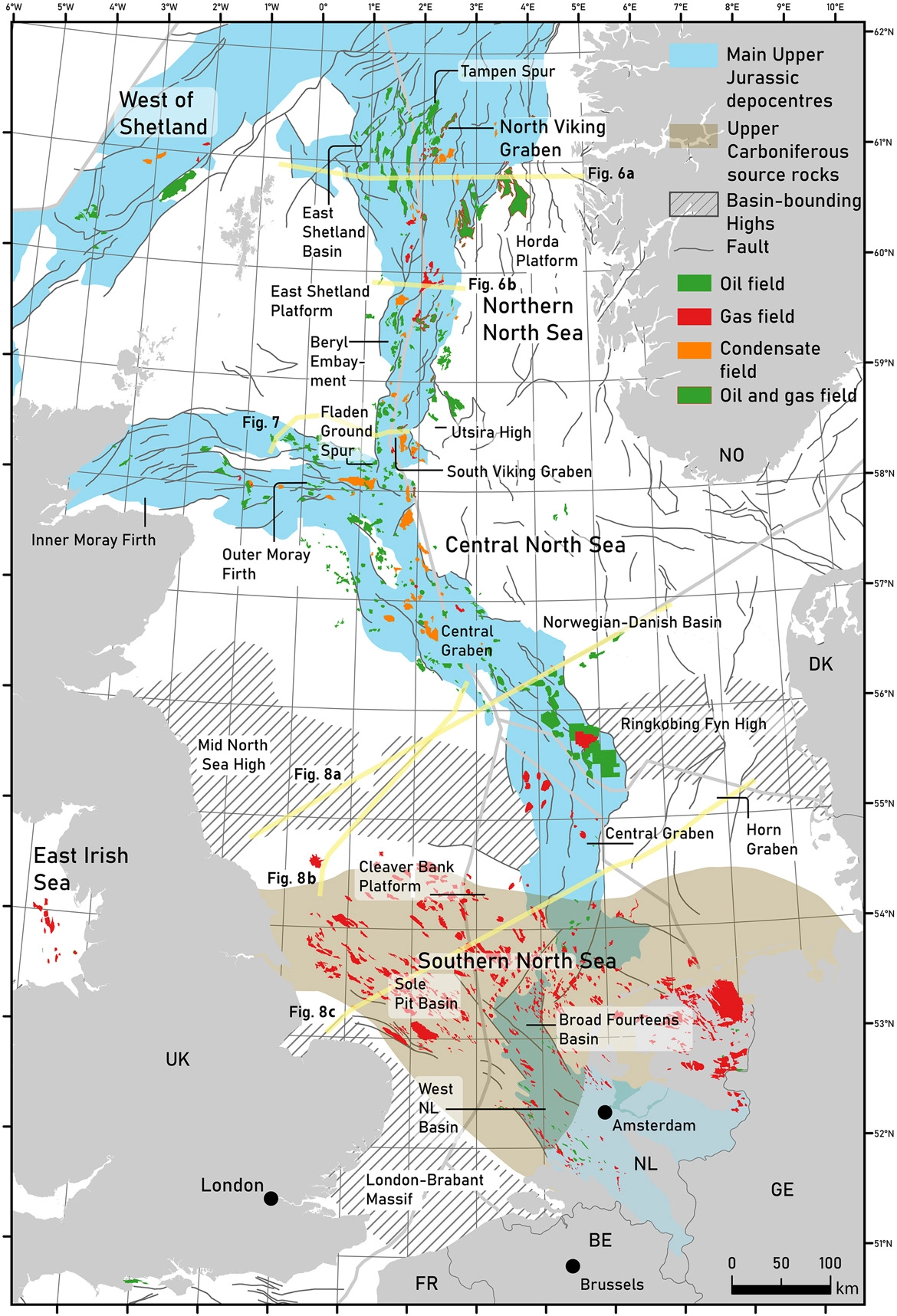
Noordzeeslenksysteem met olie- en gasvelden

De gesteenten in de Nederlandse, Noord-Belgische en Noord-Duitse ondergrond zijn in grote lijnen vergelijkbaar met die op andere plekken in West-Europa.

### Hercynische sokkel
De sokkel wordt gevormd door Vroeg-Paleozoïsche gesteenten ouder dan de Hercynische gebergtevorming (rond 390 tot 300 Ma of miljoen jaar geleden). Deze bevinden zich meestal op een paar kilometer diepte. Tijdens de Hercynische gebergtevorming werd een groot gebergte gevormd ten zuiden van het huidige Nederland en België. De sokkel ligt in het zuiden van Nederland en in Vlaanderen minder diep, dit wordt het Massief van Brabant genoemd. In Halle en Voeren komen deze gesteenten aan het oppervlak.

### Carboon

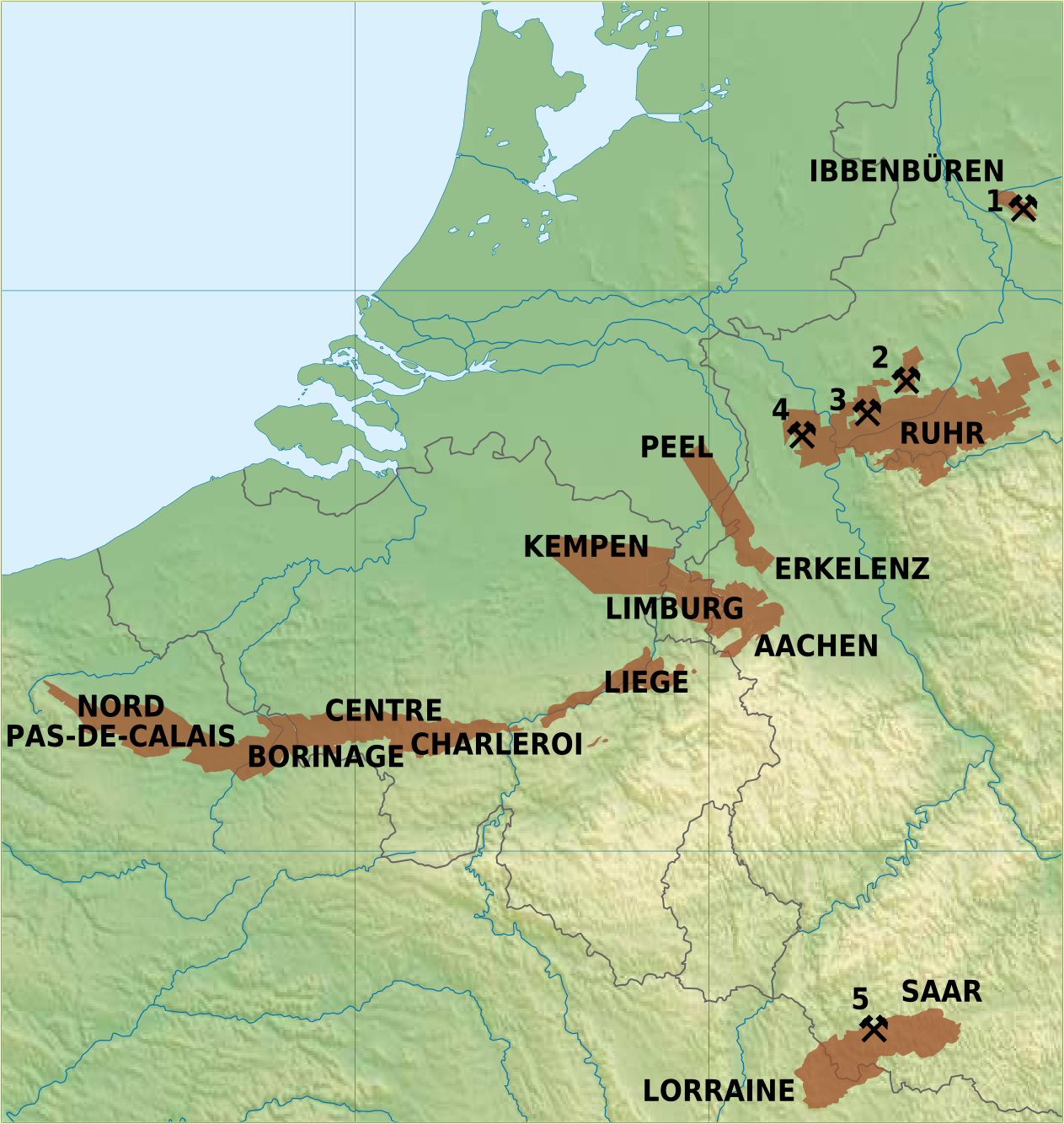
Historische mijnbouwconcessies van steenkool uit het Carboon

Gesteenten uit het Carboon komen alleen in het uiterste zuiden van Limburg (Geuldal en Voeren) aan het oppervlak. Ze zijn afgezet aan de rand van het Hercynische gebergte, waar zich ondiepe zeeën en moerassen bevonden. In deze moerassen werd veen afgezet. Toen dit veen diep begraven werd (door subsidentie) ontstond hieruit door de grote druk bruinkool en later steenkool. De steenkoolmijnen in Limburg gaan naar lagen uit het Carboon. Bij het vormen van steenkool komt droog aardgas vrij, dat in Groningen en de Noordzee tot grote winbare aardgasvoorkomens heeft geleid.

### Perm en Trias
Op de overgang naar de volgende periode in de geologische geschiedenis, het Perm, lag het machtige Hercynische gebergte over West- en Centraal-Europa verspreid. Mogelijk was dit gebergte van dezelfde hoogte als de Himalaya of Andes tegenwoordig. Maar in dezelfde tijd begon dit gebergte al te verzakken en op te breken. Aanvankelijk ging dit met de vorming van bekkens tussen de bergruggen. In het vroege Perm vormden overal in het midden en westen van Europa zulke bekkens. De meeste liggen langgerekt van noord naar zuid, of van noordoost naar zuidwest. In deze bekkens werd, vaak met een hoek ten opzichte van oudere, geplooide en scheefgestelde lagen van het Carboon, een dik pakket van afbraakproducten van het gebergte afgezet: het Rotliegend. Het Rotliegend in Nederland komt overeen met dat van Duitsland, maar is minder dik en minder goed ontwikkeld. Dat komt omdat de bekkens aanvankelijk klein waren, en dun verspreid. In Nederland komt het Onder-Rotliegend alleen op enkele plekken in Groningen en Drenthe in de ondergrond voor. Het Rotliegend bestaat uit typisch vaak rode of rossige kleisteen, zandsteen en conglomeraten. Door verdergaande verzakking van de aardkorst kwam vulkanisme voor. De vulkanische activiteit in het Vroeg-Perm blijkt in het Onder-Rotliegend uit magma-intrusies, tufsteen en gestolde lavastromen. 
Het bovenste deel van het Rotliegend is minder afwisselend. In het zuidelijk deel van wat nu de Noordzee is was halverwege het Perm uit de vele kleinere bekkens een groot bekken ontstaan, het Zuidelijke Permbekken. Het klimaat was er heet en droog. In de sedimenten uit het vroege Perm komen geleidelijk steeds minder fossielen van planten voor, waaruit blijkt dat de vegetatie afnam. Er waren perioden waarin vanuit het noorden zeewater binnen kon dringen. Deze binnenzee was in het Perm ondiep. Wanneer de verbinding met het open water verbrak droogde het water op. In deze zee werden voornamelijk zandsteenlagen afgezet (Boven-Rotliegend). Naar het noorden toe, waar de zee het diepst was, zijn de lagen van het Rotliegend dikker. In het zuiden van Nederland en in België ontbreken ze totaal. Ze doen dienst als reservoirgesteente waarin het olie en gas uit het onderliggende Carboon kon worden opgevangen.
Boven op deze lagen werden een aantal sealrocks (ondoordringbare lagen) afgezet. Door het terugtrekken van de zee viel deze af en toe droog waardoor door indamping evaporieten (voornamelijk zout) werden afgezet in het Zechstein (271-251 Ma) en Keuper (228-200 Ma). Een ander sealgesteente is kalksteen uit het Jura (200-145 Ma). Deze seals hebben ervoor gezorgd dat op veel plekken in de Nederlandse ondergrond het gas niet kon ontsnappen en nu economisch winbaar is. Het zeezout uit het Zechstein en Keuper heeft met name onder Noord-Duitsland, de Noordzee en Nederland, waar deze lagen het dikst waren, enorme diapieren gevormd. In Winterswijk komen de dolomieten van de Muschelkalk (Trias) aan het oppervlak.

### Jura en Krijt
Tijdens het Jura en Krijt (145-65 Ma) was het gebergte in het zuiden vrijwel geheel weggeërodeerd. Zowel Nederland als België werd bedekt door een ondiepe zee, de Krijtzee. Vooral aan het einde van het Krijt zijn dikke lagen kalk en kalksteen afgezet. Deze komen langs de rand van de Ardennen aan het oppervlak, zoals bij Maastricht, waar tot 2018 de kalksteen werd gewonnen in de ENCI-groeve. In Limburg wordt deze kalk mergel genoemd, hoewel het eigenlijk te weinig silt bevat daarvoor. In Losser in Twente in de Staringgroeve komt Bentheimer zandsteen uit het Krijt aan de oppervlakte. Op sommige plaatsen is in Krijtgesteenten nat aardgas ontstaan, dat door een kalksteenseal bedekt wordt en winbaar is.

### Paleogeen en Neogeen (Tertiair)
In Nederland dagzomen sedimenten uit het Tertiair (65-2,5 Ma) op sommige plekken ten zuiden van de grote rivieren. Het zijn afwisselend zanden en kleien. Op de meeste plekken zijn deze Tertiaire sedimenten later bedekt met dekzand of löss.
In Limburg en Oost-Brabant is sinds het krijt een breukzone actief tussen de Feldbiss en de Peelrandbreuk. In deze Roerdalslenk is een dik pakket Tertiaire sedimenten afgezet met economisch winbare hoeveelheden bruinkool en zilverzand. De breukzone is nog steeds actief (zie o.a. Aardbeving Roermond 1992 en Uden 1932).
In het uiterste oosten van Nederland, op geïsoleerde plekken in Twente en in de Achterhoek, komen deze sedimenten ook aan het oppervlak.